# فرانک وبر
فرانک وبر (انگلیسی: Frank Weber؛ زادهٔ ۱۲ مارس ۱۹۶۳) دوچرخه‌سوار اهل آلمان است.